# Ahmetcan Kaplan
Ahmetcan Kaplan (Trebisonda, Turquía, 16 de enero de 2003) es un futbolista turco que juega de defensa en el Ajax de Ámsterdam de la Eredivisie.

## Trayectoria
Canterano del Trabzonspor, firmó su primer contrato profesional con el club el 10 de agosto de 2020. Debutó como profesional en un partido de la Superliga de Turquía contra el Alanyaspor el 27 de septiembre de 2021 (1-1).
En agosto de 2022 se incorporó al club neerlandés Ajax de Ámsterdam de la Eredivisie con un contrato de cinco años.

## Selección nacional
Es internacional en categorías inferiores por Turquía, habiendo representado a las selecciones sub-16, sub-17, sub-19 y sub-21.

### Participaciones en Eurocopas
| Copa          | Sede     | Resultado        | Partidos | Goles |
| ------------- | -------- | ---------------- | -------- | ----- |
| Eurocopa 2024 | Alemania | Cuartos de final | 0        | 0     |

## Estadísticas

### Clubes
Actualizado al último partido disputado el 24 de octubre de 2024.
| Club                             | Div.          | Temporada     | Liga  | Liga  | Copas nacionales | Copas nacionales | Copas internacionales | Copas internacionales | Total | Total |
| Club                             | Div.          | Temporada     | Part. | Goles | Part.            | Goles            | Part.                 | Goles                 | Part. | Goles |
| -------------------------------- | ------------- | ------------- | ----- | ----- | ---------------- | ---------------- | --------------------- | --------------------- | ----- | ----- |
| Trabzonspor Turquía              | 1.ª           | 2021-22       | 13    | 0     | 5                | 0                | —                     | —                     | 18    | 0     |
| Trabzonspor Turquía              | Total club    | Total club    | 13    | 0     | 5                | 0                | 0                     | 0                     | 18    | 0     |
| Jong Ajax · Países Bajos         | 2.ª           | 2023-24       | 11    | 0     | —                | —                | —                     | —                     | 11    | 0     |
| Jong Ajax · Países Bajos         | 2.ª           | 2024-25       | 2     | 1     | —                | —                | —                     | —                     | 2     | 1     |
| Jong Ajax · Países Bajos         | Total club    | Total club    | 13    | 1     | 0                | 0                | 0                     | 0                     | 13    | 1     |
| Ajax de Ámsterdam · Países Bajos | 1.ª           | 2023-24       | 11    | 0     | 0                | 0                | 2                     | 0                     | 13    | 0     |
| Ajax de Ámsterdam · Países Bajos | 1.ª           | 2024-25       | 1     | 0     | 0                | 0                | 1                     | 0                     | 2     | 0     |
| Ajax de Ámsterdam · Países Bajos | Total club    | Total club    | 12    | 0     | 0                | 0                | 3                     | 0                     | 15    | 0     |
| Total carrera                    | Total carrera | Total carrera | 38    | 1     | 5                | 0                | 3                     | 0                     | 46    | 1     |

## Palmarés

### Títulos nacionales
| Título               | Club        | País    | Año     |
| -------------------- | ----------- | ------- | ------- |
| Superliga de Turquía | Trabzonspor | Turquía | 2021-22 |
| Supercopa de Turquía | Trabzonspor | Turquía | 2022    |